# Slaget ved Osaka
Slaget ved Osaka var egentlig en belejring og en serie slag mellem Tokugawa-shogunatet og Toyotomi-klanen i 1614-15, der endte med klanens udslettelse. Konflikten kan opdeles i to trin, vinterkampagnen og sommerkampagnen, og den satte en stopper for den sidste store bevæbnede opposition mod shogunatets herredømme.

## Udgangspunkt
Efter Toyotomi Hideyoshis død i 1598 blev Japan regeret af De Fem Ældstes Råd, hvoriblandt Tokugawa Ieyasu besad den største autoritet. Efter at have besejret Ishida Mitsunari i slaget ved Sekigahara fik Ieyasu i realiteten alene kontrollen over Japan, og han opløste Rådet. I 1603 blev Tokugawa-shogunatet etableret med hovedstad i Edo. Ieyasu søgte at etablere et magtfuldt og stabilt regime under ledelse af sin egen klan. Kun Toyotomi-klanen anført af Hideyoshis søn Toyotomi Hideyori med base i Osaka var fortsat en trussel mod dette mål.

## Vinterkampagnen
I 1614 havde Toyotomi-klanen genopbygget Osaka slot og Hōkō-ji (et buddhistisk tempel), og renovationen omfattede en klokke med inskriptionen: "Må staten leve i fred og blomstre. I øst hilser den den blege måne, og i vest byder den den nedgående sol farvel". Med sin base i de østlige provinser opfattede shogunatet dette som en fornærmelse, og spændingen steg mellem de to klaner. Spændingerne blev optrappet med Toyotomi Hideyoris indkaldelse af roniner og fjender af shogunatet. I november samme år besluttede Ieyasu, der ellers havde videregivet shogun-titlen til sin søn i 1605, men fortsat havde markant indflydelse, at sætte en stopper for denne styrke og anførte 164.000 mand til Osaka.
Belejringen blev indledt 19. november, da Ieyasu førte 3.000 mand over Kizu-floden og ødelagde fortet der. Efter yderligere en række mindre kampe, som alle blev vundet, blandt andet ved brug af en deling med arkebuser, begyndte belejringen af selve Osaka slot 4. december.
En jordvold fungerede som befæstning og blev forsvaret af 7.000 mand, som det også lykkedes at foretage modangreb flere gange. Men da Ieyasu indkaldte artilleriet med 300 kanoner samt folk til at grave under befæstningen, måtte Hideyori acceptere en fred på betingelse af, at han ikke gjorde oprør, samt at voldgraven om Osaka slot blev tilkastet. Vinterkampagnen blev således afsluttet 22. januar.

## Sommerkampagnen
I april 1615 erfarede Ieyasu, at Hideyori var ved at samle endnu flere tropper, end han havde rådet over i november, samt at han var stoppet med at fylde voldgraven. Toyotomis tropper (ofte kaldet Vesthæren) begyndte at angribe små grupper af shogunatets styrker (kaldet Østhæren) i nærheden af Osaka.
Et angreb fra Vesthæren på Wakayama slot, et fort ved kysten tilhørende Asano Nagaakira, en af shogunens allierede 29. april mislykkedes, da Asanos mænd brød ud fra fortet, angreb invasionsstyrken og drev dem tilbage. I starten af juni ankom Østhæren, inden Hideyori havde fået sikret et landområde, der kunne holde den tilbage. En række slag fandt sted i omegnen af Osaka 2. juni og de følgende dage, og Østhæren vandt dem alle. Flere sejre fulgte i udkanten af Osaka, inden sommerkampagnen nåede til slaget ved Tennoji.
I dette slag planlagde Hideyori en hammer-og-ambolt-operation, hvor 55.000 mand skulle angribe kernen af Østhæren, mens en mindre styrke på 16.500 mand skulle møde dem bagfra. Dertil kom yderligere et kontingent som reserve. Ieyasus hær blev anført af hans søn, shogun Tokugawa Hidetada, der havde omkring 155.000 mand til sin rådighed. Disse bevægede sig i fire parallelle bevægelser og havde også til hensigt at gå på siden af modstanderne. På grund af misforståelser på begge sider blev slaget næsten tabt på forhånd, da Hideyoris ronin trak sig fri af hovedstyrken, og Hidetadas reservestyrke gik i bevægelse uden ordre fra hovedstyrken. Undervejs skete der det, at Hideyoris hærfører, Sanada Yukimura blev dræbt, hvilket nedbrød Vesthærens moral. Den mindre styrke anført af Hideyori selv brød ud fra Osaka slot for sent og blev jaget direkte tilbage af den fremstormende fjende. Der var derfor ikke tid nok til at etablere et ordentligt forsvar af slottet, der snart stod i flammer efter voldsom artilleribeskydning. Hideyori begik derpå seppuku, og det sidste større oprør mod Tokugawa-regimet i omkring 250 år sluttede.

## Eftertiden
Hideyoris otteårige søn blev pågrebet og halshugget i Kyoto. Hideyoshis grav blev ødelagt af shogunatet sammen med Tomokuri-helligdommen i Kyoto. Efterhånden blev Osaka slot genopbygget, og Osaka blev til et han (feudalområde), men blev snart en selvstændig by. Toyotomi-klanen blev opløst, og shogunatets støtter blev herrer over byen og slottet. Shogunatet gennemførte lovgivning, der begrænsede mulighederne for at byer og slotte kunne samle sig, og det krævede fremover shogunatets tilladelse, hvis en slotsherre skulle opføre eller reparere et slot. Desuden blev en række slotte ødelagt som følge af lovgivningen.
34°38′N 135°31′Ø / 34.64°N 135.52°Ø